# Holcomycteronus squamosus
Holcomycteronus squamosus är en fiskart som först beskrevs av Roule, 1916.  Holcomycteronus squamosus ingår i släktet Holcomycteronus och familjen Ophidiidae. Inga underarter finns listade i Catalogue of Life.